# 카나리아 왕국
카나리아 왕국(라틴어: Regnum Canaria)은 1404년 카나리아 제도 일대에 성립된 왕국이다. 1448년 카나리아 국왕이 자신의 왕국을 포르투갈 왕국에 매각하였고, 카스티야 연합왕국이 이에 반발하여 카나리아 왕국을 편입하면서 멸망하였다.

## 역사

### 왕국 성립 이전
카나리아 왕국이 성립되기 이전에는 관체인이 카나리아 제도에 거주하고 있었다. 이 원주민들 중 일부는 언어, 인종적 면에서 북아프리카 베르베르인과 유사한 것으로 추정된다.
중세에는 아랍인들이 상업적인 이유로 카나리아 제도를 거쳐갔다. 999년에는 그라나다의 무슬림 항해사인 이븐 파루흐(Ibn Farrukh)가 그란카나리아에 상륙했으며, 14세기부터 서유럽의 많은 항해사들이 이곳을 찾았다. 1312년에는 제노바의 항해사 란체로토 말로첼로(Lancelotto Malocello)가 란사로테섬에 상륙하였다. 란사로테섬의 이름은 이 항해사의 이름에서 유래되었다.

### 카나리아 왕국 건국
카나리아 정복은 1402년 프랑스의 항해사 장 드 베텐쿠르(Jean de Béthencourt)에 의해 시작되었다. 그는 소수의 군대를 이끌고 1401년 프랑스에서 출항하여 카나리아 원주민의 도움을 받아 란사로테섬을 정복하였다. 이후 장 드 베텐쿠르 일행은 푸에르테벤투라 등 주변 도서들을 하나하나 정복해나갔다.

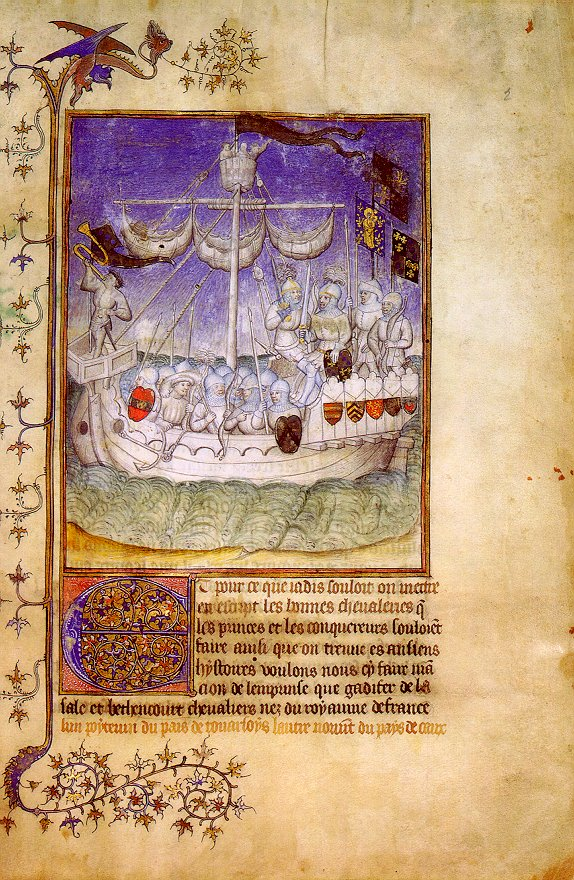
1402년 출항하는 배
('르 카나리엔'에서 인용)

란사로테를 정복한 장 드 베텐쿠르가 카스티야 연합왕국에 원군과 그 밖의 지원을 요청하기 위해 섬을 떠나자, 정복에 참여했던 노르만 장군 가디퍼 드 라 살레(Gadifer de la Salle)와 베르틴(Berthin) 사이에 소요가 발생하였다. 이들의 소요는 베텐쿠르가 복귀했을 때 가까스로 진정시킴으로써 종료되었다.
1404년 2월 27일 관체인의 지도자는 세례를 받고 유럽인들에게 항복하였다. 이후 장 드 베텐쿠르는 카스티야를 지배자로 인정했음에도 불구하고 교황 인노첸시오 7세에 의해 카나리아 국왕으로 인정되었다.
장 드 베텐쿠르 사후 그의 조카 마키오 드 베텐쿠르(Maciot de Béthencourt)가 왕위에 올랐다. 그러나 그는 폭군으로 판명되었다. 마키오 드 베텐쿠르는 즉위 이후 곧바로 수도를 베탄쿠리아에서 테기세로 천도하였다. 1448년 카스티야와 포르투갈 사이의 경쟁이 격화되자, 카나리아 왕국 내 카스티야인들과 관체 원주민들은 그가 왕국을 포르투갈에 팔 것이라고 의심했다. 결국 카나리아 왕국이 포르투갈 왕국에게 매각되자 지속적인 반란이 발생하였고 이는 1459년까지 계속되었다. 1479년 포르투갈 왕국은 알카소바스 조약(Treaty of Alcáçovas)을 체결하여 카나리아 왕국을 카스티야 연합왕국에게 양도하였다.

## 국왕
- 장 드 베텐쿠르(Jean de Béthencourt, 1404년 ~ 1425년)
- 마키오 드 베텐쿠르(Maciot de Béthencourt, 1425 ~ 1448년)

## 같이 보기
- 카나리아 제도
- 카스티야 연합왕국 (스페인 제국)
- 포르투갈 왕국